# 6吋53倍徑艦炮
6吋53倍徑艦炮（英語：6"/53 caliber naval gun，讀音：Six-inch-fifty-three-caliber-naval-gun）是美國海軍於1920年代建造的一部份輕巡洋艦和三艘美國潛艇所搭載的6英寸（152毫米）艦載主炮。

## 概述
美國海軍火炮術語表明，該艦炮發射直徑為6英寸（152.40）的炮彈，炮管長達53倍徑（即是炮管長度為6英寸×53＝318英寸、26.5英尺、或是8公尺）。擺動的間斷螺紋式炮閂和史密斯—阿斯伯里機構重約10噸，並且使用一袋裝有重達44磅（20千克）無煙火藥的絲綢袋式裝藥作其推進劑，使得重達105磅（47.63）的炮彈可以900每秒（2,952.76英尺每秒）的速度射出。早期的Mk型號是裝有內襯、主管、全長式套筒和兩具箍的筒緊身管。但Mk 14火炮卻是整體式身管。每條內襯的有效預期壽命為700發全裝藥彈炮擊。

## Mk 13炮台式炮架
這款火炮搭載於奧馬哈級輕巡洋艦以上用作主炮，以及從未建成的列剋星敦級战列巡洋舰和1920年代初期型南达科他级战列舰的副炮。在20°的最大仰角以下，最大射程為21,000碼（19,202.40）。

## Mk 16砲塔式炮架
這款雙聯砲塔是對設計的改進型，以提高奧馬哈級輕巡洋艦的射程和仰角。在30°的最大仰角以下，最大射程為25,300碼（23,134.32）。

## Mk 17濕式炮架
這款單裝開放式炮架分別安裝在美國海軍所屬的船蛸號（SM-1）、獨角鯨號（SS-167）與鸚鵡螺號 (SS-168)潛艇的司令塔的前後舷，用作潛艇甲板砲。在25°的最大仰角以下，最大射程為23,300碼（21,305.52）。

## 尚存的例子
在康乃狄克州新倫敦縣格羅頓鎮的海軍潛艇基地，保存了兩座美國海軍所屬的獨角鯨號（SS-167）的火炮。該艦曾在對珍珠港的空襲當中現身，而當時火炮很可能搭載在艦艇以上。

### 年代、功能、性能相近的其他火炮
- 6吋Mk XXII（英语：BL 6-inch Mk XXII naval gun）：英國研製、大體相當的6英吋戰列艦副炮
- 152公釐53倍徑1926年型與1929年型艦炮（英语：152 mm/53 Italian naval gun Models 1926 and 1929）：意大利研製的152毫米輕巡洋艦炮

## 資料來源
1. 1 2 3 4 5 6 7  Campbell 1985 pp.132-3
2. ↑  Fairfield 1921 p.156
3. 1 2 3  DiGiulian, Tony. . Navweaps.com. 8 February 2008  [2011-07-21]. （原始内容存档于2011-06-30）.

## 外部連結
- （英文）—NavWeaps, 6"/53 (15.2 cm) Marks 12, 14, 15 and 18（页面存档备份，存于）